# Martin Říman
Pour les articles homonymes, voir Toman.
Martin Říman est un homme politique tchèque né le 11 mai 1961 à Frýdek-Místek, engagé en politique sous les couleurs du parti démocratique civique depuis 1991. 

## Biographie
Après des études d'électrotechnique à Brno, il travaille comme programmateur avant de devenir maire adjoint de Frýdek-Místek.
Il est ministre des Transports de 1996 à 1998, puis se retire provisoirement de la vie politique, où il fait son retour à l'occasion de son élection à la Chambre des députés tchèque en 2002.
De septembre 2006 à mai 2009, il est ministre de l'Industrie et du Commerce du gouvernement conduit par Mirek Topolanek. À ce titre, il est chargé des questions énergétiques au moment du conflit gazier qui oppose la Russie et l'Ukraine à l'hiver 2008-2009. Le 12 janvier 2009, la République tchèque assurant la présidence tournante du Conseil de l'Union européenne, il préside la réunion extraordinaire du Conseil des ministres de l'Énergie à Bruxelles. À l'issue de la réunion, les vingt-sept États membres s'engagent à approfondir le marché unique de l’énergie au sein de l'Union afin de réduire leur dépendance énergétique à l’égard de la Russie.
Il fait partie des eurosceptiques du Parti démocratique civique, et est même l'un des rares à avoir reconnu en public que s'il devait voter par référendum il voterait « non ».